# Adrián Vallés (astista)
Adrián Vallés Iñarrea (Pamplona, 16 marzo 1995) è un astista spagnolo.

## Biografia
Vallés ha esordito internazionalmente nel 2013 prendendo parte agli Europei juniores in Italia. Nel 2015 ha vinto la sua prima medaglia internazionale in Estonia agli Europei under 23 - bronzo replicato nell'edizione successiva in Polonia. Nello stesso anno ha debuttato ai Mondiali in Cina, senza raggiungere la finale.
Dal 2015 al 2018 ha studiato negli Stati Uniti dove ha gareggiato nei circuiti NCAA con la squadra dell'Università di Cincinnati.

## Palmarès
| Anno | Manifestazione | Sede      | Evento           | Risultato | Prestazione | Note |
| ---- | -------------- | --------- | ---------------- | --------- | ----------- | ---- |
| 2013 | Europei U20    | Rieti     | Salto con l'asta | 19º (q)   | 4,60 m      |      |
| 2014 | Mondiali U20   | Eugene    | Salto con l'asta | 17º (q)   | 5,10 m      |      |
| 2015 | Europei U23    | Tallinn   | Salto con l'asta | Bronzo    | 5,50 m      |      |
| 2015 | Mondiali       | Pechino   | Salto con l'asta | 31º (q)   | 5,40 m      |      |
| 2016 | Europei        | Amsterdam | Salto con l'asta | 11º       | 5,30 m      |      |
| 2017 | Europei U23    | Bydgoszcz | Salto con l'asta | Bronzo    | 5,50 m      |      |
| 2017 | Mondiali       | Londra    | Salto con l'asta | 16º (q)   | 5,60 m      |      |
| 2018 | Europei        | Berlino   | Salto con l'asta | nm (q)    | nm (q)      |      |

## Campionati nazionali
- 3 volte campione nazionale di salto con l'asta (2017-2019)